# Єврейський цвинтар (Стоянів)
Євре́йське кладови́ще в селі́ Стоя́нів — кладовище, на якому було поховано євреїв Стоянова, розстріляних під час Другої Світової війни. Був відновлений улітку 2008 року групою американських студентів Дартмутського коледжу Нью-Гемпшира (США) та добровольців із Стоянова. Фінансування проекту взяв на себе освітній фонд Tucker Foundation.